# 山邊未夢
山邊 未夢（やまべ みゆ、1996年6月24日 - ）は、日本の歌手で、ガールズ・ダンス&ボーカルグループ・東京女子流の最年長メンバー。愛称はみゆ、べーやま、ひよこ隊長など。2010年のデビューから2014年3月15日まで初代リーダーだった。立ち位置は向かって左から2番目。
千葉県出身。身長は160センチメートル。エイベックス・マネジメント所属。

## 略歴
- 2007年、『avex audition project俳優・タレント・モデルオーディション』に合格し、デビューする[4]。
- 2010年、受講していたエイベックス・アーティストアカデミー東京校から東京女子流のメンバーとしてデビューする[5]。
- 2011年、『DJ Tomoaki's Radio Show!』（下北FM）のアシスタントMCとして活動する。
- 2013年4月、『東京女子流 MMちゃんねる*』（NACK5）で庄司芽生と共にレギュラー出演する。
- 2014年10月9日、スマートフォンアプリゲーム『ようこそ!ファミーユへ』の主題歌「Share Hearts」が公開される[6]。
- 2015年3月11日発売の東京女子流の18thシングルで作詞を担当する[7]。
- 2015年4月8日、TOKYO FMにて、『J-GIRL POP WAVE RADIO』放送開始[8]。

## 人物
- 妹は元AKB48の山邊歩夢[9]。

## 作品
東京女子流としての作品を除く。

### 参加作品
- Maltine Girls Wave（2014年1月15日、AVXD-91680/B・AVBD-92056/B）
3. Umbrella feat.山邊未夢 / banvox
- 十字架 〜映画「学校の怪談 -呪いの言霊-」 Ver.〜（2014年5月21日、AVCD-48991/B）、怖い曲集 +「学校の怪談 -呪いの言霊-」オリジナルサウンドトラック（2014年5月21日、AVCD-38878）
Raven
- Share Hearts（2014年10月9日、ゲーム内配信限定）

## タイアップ
- Share Hearts - スマートフォンアプリゲーム『ようこそ!ファミーユへ』（フジテレビジョン/スマートノベルプロジェクト）主題歌。

## 出演

### ラジオ
- DJ Tomoaki's Radio Show!（2011年 - 、下北FM）アシスタントMC
- 東京女子流 MMちゃんねる*（2013年4月4日 - 2014年3月26日、NACK5）
- 東京女子流*スクールラジオ（2013年4月21日 - 2015年6月20日、毎月第3土曜日放送[11]、ラジオNIKKEI第1放送）
- J-GIRL POP WAVE RADIO（2015年4月8日 - 2016年3月29日、TOKYO FM）[注 1]

### テレビ
- 真夜中のおバカ騒ぎ!（出演開始時期不明（番組自体は2013年4月） - 、チバテレ・TOKYO MX）

### ネット配信
- 山邊未夢の東京女子会（2010年 -、Ustream）
- 東京ドリ流「東京ドリちゃんねる」（2011年11月8日 - 、Ustream）
- べーやま☆みゆーすと（2012年 - 、Ustream）
- フォトジェニ（2013年、玄光社）撮影：根本好伸
- マヨバカ学園（2019年-、マシェバラ）MC

### イベント
- アイドルアコースティック〜七夕スペシャル〜（2014年7月7日、東京都・桜丘カフェ）
- 東京女子流 小西の音楽祭Konishi’s Music Festival（2014年10月7日、AKIBAカルチャーズ劇場）